# Grigori Issaakowitsch Broido

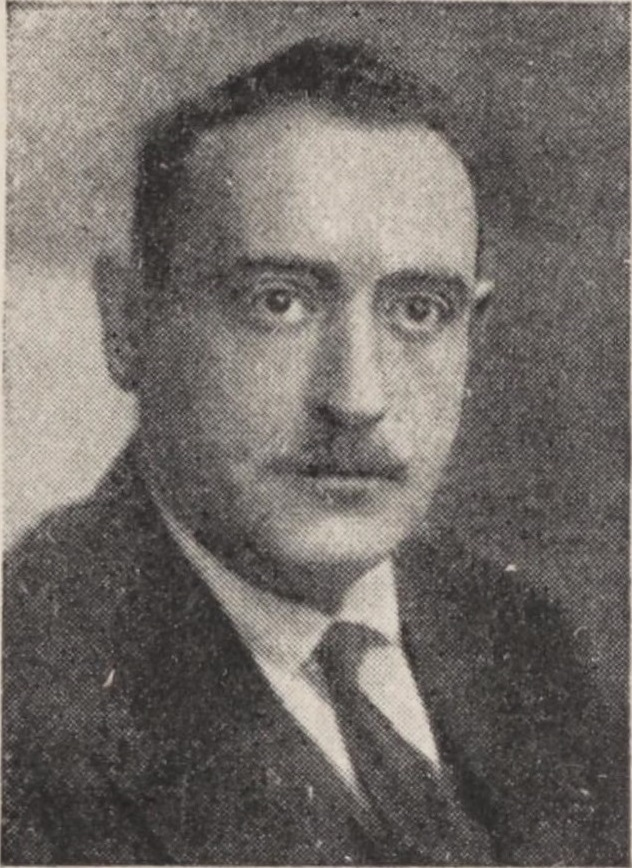
Grigori Broido

Grigori Issaakowitsch Broido (russisch Григорий Исаакович Бройдо; geboren 1883 in Wilna; gestorben 1956 in Moskau) war ein sowjetischer Politiker.

## Leben
Grigori Broido wurde im Jahr 1883 in eine jüdische Familie geboren. Er trat 1903 in die Sozialdemokratische Arbeiterpartei Russlands ein, aus der sich später auch die Kommunistische Partei entwickelte. Er war zunächst Menschewik, schloss sich aber 1918 den Bolschewiki an. Er nahm an verschiedenen Aufständen und Revolutionen der Kommunisten teil, so unter anderem an der ersten Russischen Revolution von 1905 oder an einem Aufstand in Taschkent 1917. Nachdem er im nun sowjetischen Taschkent einem Verwaltungsrat angehört hatte, wurde er 1921 zum ersten Rektor der Kommunistischen Universität der Werktätigen des Ostens in Moskau. Außerdem  arbeitete er im sowjetischen Staatsverlag. Schließlich war er von 1933 bis 1935 Erster Sekretär der Tadschikischen Sowjetrepublik. 1941 fiel Broido in Ungnade und wurde aus der Partei ausgeschlossen. Nach Stalins Tod konnte er jedoch schon 1955 der Partei wieder beitreten. Broido starb 1956.